# Теория Большого взрыва (сезон 6)
Шестой сезон американского ситкома «Теория Большого взрыва», премьера которого состоялась на канале CBS 27 сентября 2012 года, а заключительная серия вышла 16 мая 2013 года, состоит из 24 эпизодов .

## В ролях
- Джонни Галэки — Леонард Хофстедтер
- Джим Парсонс — Шелдон Купер
- Кейли Куоко — Пенни
- Саймон Хелберг — Говард Воловиц
- Кунал Найяр — Раджеш Кутраппали
- Маим Бялик — Эми Фара Фаулер
- Мелисса Ройч — Бернадетт Ростенковски
- Кевин Зусман — Стюарт Блум

## Эпизоды
| № общий | № в сезоне | Название                                                                              | Режиссёр        | Автор сценария | Дата премьеры    | Произв. код | Зрители в США (млн) |
| --- | ---------- | ------------------------------------------------------------------------------------- | --------------- | --- | ---------------- | ----------- | ------------------- |
| 112 | 1          | «Вариативность ночных свиданий» «The Date Night Variable»                             | Марк Сендроуски | Сюжет : Чак Лорри, Эрик Каплан и Стив Холланд Телесценарий : Стивен Моларо, Джим Рейнольдс и Мария Феррари        | 27 сентября 2012 | 3X7601      | 15.66               |
| Шелдон устраивает Эми свидание, согласно договору об отношениях, у Леонарда свидание с Пенни, Радж не знает куда себя деть, а Говард, находясь на космической станции, пытается уладить отношения и с матерью, и с женой. |            |                                                                                       |                 | |                  |             |                     |
| 113 | 2          | «Колебания расставания» «The Decoupling Fluctuation»                                  | Марк Сендроуски | Сюжет : Чак Лорри, Джим Рейнольдс и Мария Феррари Телесценарий : Стивен Моларо, Эрик Каплан и Стив Холланд        | 4 октября 2012   | 3X7602      | 15.18               |
| Когда Шелдон узнаёт, что Пенни думает о разрыве с Леонардом, он пытается вмешаться. |            |                                                                                       |                 | |                  |             |                     |
| 114 | 3          | «Изыскания Бозона Хиггса» «The Higgs Boson Observation»                               | Марк Сендроуски | Сюжет : Стивен Моларо, Дэйв Гоетч и Стив Холланд Телесценарий : Чак Лорри, Джим Рейнольдс м Мария Феррари         | 11 октября 2012  | 3X7603      | 14.23               |
| Шелдон нанимает молодую аспирантку Алекс Дженсен, которая оценит его ранние работы. Но когда она отвечает на видеовызов Эми, Фаулер потрясена, увидев, что Алекс — девушка. Заручившись поддержкой Пенни, они приходят шпионить за девушкой в кафетерий университета. Тем временем Говард сообщает супруге, что его пребывание в космосе продлевается. |            |                                                                                       |                 | |                  |             |                     |
| 115 | 4          | «Минимизация возвращения» «The Re-Entry Minimization»                                 | Марк Сендроуски | Сюжет : Билл Прэди, Джим Рейнольдс и Энтони Дель Брокколо Телесценарий : Чак Лорри, Стивен Моларо и Эрик Каплан   | 18 октября 2012  | 3X7604      | 15.73               |
| Когда Говард возвращается на Землю, он расстроен, узнав, что его друзья не встречают его по просьбе Бернадетт, которая хочет провести время наедине с мужем. Но провести время наедине им не удаётся, так как Бернадетт простужается. Говард чувствует себя ещё более удручённым, когда узнает, что его мать проводит время со своим стоматологом, а Стюарт занял его место в качестве друга Раджа, и они живут вместе. Тем временем Шелдон, Леонард, Пенни и Эми проводят время в квартире парней и участвуют в соревновании парни против девушек.                                                                                          |            |                                                                                       |                 | |                  |             |                     |
| 116 | 5          | «Голографическое возбуждение» «The Holographic Excitation»                            | Марк Сендроуски | Сюжет : Чак Лорри, Эрик Каплан и Джереми Хоув Телесценарий : Стивен Моларо, Стив Холланд и Мария Феррари          | 25 октября 2012  | 3X7605      | 15.82               |
| Стюарт решает организовать в магазине комиксов вечеринку в честь Хэллоуина, и Радж принимает непосредственное участие в её планировании. При поддержке Эми и Бернадетт, Пенни решает приложить больше усилий и понять, чем же Леонард зарабатывает на хлеб, и в итоге они вместе проводят время на его рабочем месте. Тем временем Говард, который недавно вернулся на Землю, никак не может остановиться, рассказывая о времени, проведённом в космосе и делая многократные отсылки на космические темы, которые раздражают Бернадетт. А Шелдон и Эми никак не могут договориться о костюмах, в которых они появятся на Хэллоуин-вечеринке. |            |                                                                                       |                 | |                  |             |                     |
| 117 | 6          | «Экстракция уничижения» «The Extract Obliteration»                                    | Марк Сендроуски | Сюжет : Чак Лорри, Билл Прэди и Стив Холланд Телесценарий : Стивен Моларо, Джим Рейнольдс и Эрик Каплан           | 1 ноября 2012    | 3X7606      | 15.90               |
| Шелдон счастлив, когда Стивен Хокинг принимает его приглашение сыграть вместе в популярную онлайн игру под названием «Words with friends». Тем временем Пенни решает вернуться в школу, раздумывая, сказать ли об этом Леонарду. |            |                                                                                       |                 | |                  |             |                     |
| 118 | 7          | «Конфигурация жилья» «The Habitation Configuration»                                   | Марк Сендроуски | Сюжет : Чак Лорри, Эрик Каплан и Джим Рейнольдс Телесценарий : Стивен Моларо, Стив Холланд и Мария Феррари        | 8 ноября 2012    | 3X7607      | 16.68               |
| Говард бьётся со своей матерью из-за переезда из её дома. Тем временем Шелдон оказывается меж двух огней в споре Эми с Уилом Уитоном. |            |                                                                                       |                 | |                  |             |                     |
| 119 | 8          | «Особенность числа 43» «The 43 Peculiarity»                                           | Марк Сендроуски | Сюжет : Чак Лорри, Дэйв Гоетч и Энтони Дель Брокколо Телесценарий : Стивен Моларо, Джим Рейнольдс и Стив Холланд  | 15 ноября 2012   | 3X7608      | 17.63               |
| Радж и Говард полны решимости выяснить, что делает Шелдон каждый день двадцать минут в кладовой в подвале Калифорнийского технологического института. Леонард ревнует Пенни к английскому студенту, который вместе с ней работает над проектом колледжа, но когда Пенни сердится на Леонарда, она делает потрясающее признание. |            |                                                                                       |                 | |                  |             |                     |
| 120 | 9          | «Эскалация парковочного места» «The Parking Spot Escalation»                          | Питер Чакос     | Сюжет : Чак Лорри, Эрик Каплан и Адам Фаберман Телесценарий : Стивен Моларо, Стив Холланд и Мария Феррари         | 29 ноября 2012   | 3X7609      | 17.25               |
| После того, как Говард получает новый автомобиль, он вынужден вступить в борьбу с Шелдоном за парковочное место. Это вызывает вражду между Бернадетт и Эми. Обе стороны готовы пойти на подлости в этой войне. |            |                                                                                       |                 | |                  |             |                     |
| 121 | 10         | «Перемещение рыбьих внутренностей» «The Fish Guts Displacement»                       | Марк Сендроуски | Сюжет : Чак Лорри, Билл Прэди и Тара Эрнандес Телесценарий : Стивен Моларо, Эрик Каплан и Джим Рейнольдс          | 6 декабря 2012   | 3X7610      | 16.94               |
| Пока Говард и Бернадетт ужинают с родителями, Говард договаривается с тестем на выходные отправиться на рыбалку. Пенни преподаёт парням урок рыболовства. А когда Эми заболевает, Шелдон вынужден отказаться от возражений по поводу заботы о своей девушке. |            |                                                                                       |                 | |                  |             |                     |
| 122 | 11         | «Санта-моделирование» «The Santa Simulation»                                          | Марк Сендроуски | Сюжет : Чак Лорри, Эрик Каплан и Стив Холланд Телесценарий : Стивен Моларо, Джим Рейнольдс и Мария Феррари        | 13 декабря 2012  | 3X7611      | 16.77               |
| Пока парни решили провести ночь, играя в Dungeons & Dragons исключительно в мужской компании, девушки отправляются в ночной клуб вместе с Раджем. |            |                                                                                       |                 | |                  |             |                     |
| 123 | 12         | «Эквивалентность яичному салату» «The Egg Salad Equivalency»                          | Марк Сендроуски | Сюжет : Чак Лорри, Эрик Каплан и Джим Рейнольдс Телесценарий : Стивен Моларо, Билл Прэди и Стив Холланд           | 3 января 2013    | 3X7612      | 19.25               |
| Когда Шелдон в университете обвиняется в неэтичной сексуальной критике в отношении своей ассистентки Алекс Дженсен, проблемы появляются у Леонарда, Раджа и Говарда. |            |                                                                                       |                 | |                  |             |                     |
| 124 | 13         | «Бейкерсфилдская экспедиция» «The Bakersfield Expedition»                             | Марк Сендроуски | Сюжет : Чак Лорри, Джим Рейнольдс и Стив Холланд Телесценарий : Стивен Моларо, Эрик Каплан и Мария Феррари        | 10 января 2013   | 3X7613      | 20.00               |
| В то время как парни посещают Comic-Con в Бейкерсфилде, одевшись в костюмы из сериала «Звёздный путь: Следующее поколение», девушки решают исследовать мир комиксов. Между тем, пока парни фотографировались, будучи одетыми в костюмы из «Звёздного пути», у Леонарда угнали автомобиль. |            |                                                                                       |                 | |                  |             |                     |
| 125 | 14         | «Инверсия Купера-Крипке» «The Cooper/Kripke Inversion»                                | Марк Сендроуски | Сюжет : Чак Лорри, Эрик Каплан и Энтони Дель Брокколо Телесценарий : Стивен Моларо, Джим Рейнольдс и Стив Холланд | 31 января 2013   | 3X7614      | 17.76               |
| Когда Говард и Радж решили заказать кукол-супергероев, сделанных с их образов, а получив их, расстроились тому, что куклы не похожи на них, они решают купить 3D-принтер, который стоит недёшево. Между тем Шелдон вынужден работать совместно с Крипке, но в конкурентной борьбе с ним доходит до того, что распространяет слухи о своих сексуальных отношениях с Эми. |            |                                                                                       |                 | |                  |             |                     |
| 126 | 15         | «Блок-спойлерное деление» «The Spoiler Alert Segmentation»                            | Марк Сендроуски | Сюжет : Чак Лорри, Эрик Каплан и Стив Холланд Телесценарий : Стивен Моларо, Мария Феррари и Адам Фаберман         | 7 февраля 2013   | 3X7615      | 18.98               |
| Когда Леонард и Шелдон ссорятся, жизнь Пенни и Эми сильно меняется. Тем временем Радж присматривает за мамой Говарда, пока тот в отъезде. |            |                                                                                       |                 | |                  |             |                     |
| 127 | 16         | «Доказательство привязанности» «The Tangible Affection Proof»                         | Марк Сендроуски | Сюжет : Чак Лорри, Билл Прэди и Стив Холланд Телесценарий : Стивен Моларо, Джим Рейнольдс и Тара Эрнандес         | 14 февраля 2013  | 3X7616      | 17.89               |
| Леонард и Пенни готовятся провести лучший День святого Валентина, к ним присоединяются Говард и Бернадетт. Но прекрасный вечер влюблённым провести не удаётся из-за ссоры. Эми делает Шелдону самый лучший подарок, а Радж и Стюарт устраивают вечеринку для одиноких. |            |                                                                                       |                 | |                  |             |                     |
| 128 | 17         | «Изоляция чудища» «The Monster Isolation»                                             | Марк Сендроуски | Сюжет : Чак Лорри, Дэйв Гоетч и Мария Феррари Телесценарий : Стивен Моларо, Эрик Каплан и Стив Холланд            | 21 февраля 2013  | 3X7617      | 17.62               |
| Девушка сбегает от Раджа и он впадает в депрессию. Шелдон получает урок актёрского мастерства от Пенни, но всё же продолжает вести себя как «Робот». |            |                                                                                       |                 | |                  |             |                     |
| 129 | 18         | «Осуществление договорного обязательства» «The Contractual Obligation Implementation» | Марк Сендроуски | Сюжет : Чак Лорри, Эрик Каплан и Стив Холланд Телесценарий : Стивен Моларо, Джим Рейнольдс и Мария Феррари        | 7 марта 2013     | 3X7618      | 17.63               |
| Шелдон, Леонард и Говард вынуждены участвовать в проекте по продвижению науки среди женщин, потерпев неудачу в своих начинаниях, они обращаются за помощью к своим девушкам. Радж пытается назначить свидание Люси без помощи слов. А Пенни, Эми и Бернадет едут в Диснейлэнд! |            |                                                                                       |                 | |                  |             |                     |
| 130 | 19         | «Реконфигурация шкафа» «The Closet Reconfiguration»                                   | Энтони Рич      | Сюжет : Чак Лорри, Джим Рейнольдс и Мария Феррари Телесценарий : Стивен Моларо, Стив Холланд и Эрик Каплан        | 14 марта 2013    | 3X7619      | 15.90               |
| Во время званого ужина в квартире Говарда Шелдон случайно обнаруживает и читает письмо, присланное Говарду отцом, в результате чего Пенни, Эми и Бернадет пытаются выяснить у него содержание этого письма. А тем временем Радж помогает Леонарду устроить званый ужин. |            |                                                                                       |                 | |                  |             |                     |
| 131 | 20         | «Дестабилизация бессрочного контракта» «The Tenure Turbulence»                        | Марк Сендроуски | Сюжет : Стивен Моларо, Эрик Каплан и Мария Феррари Телесценарий : Чак Лорри, Стив Холланд и Джим Рейнольдс        | 4 апреля 2013    | 3X7620      | 17.24               |
| После смерти одного из профессоров в институте освобождается бессрочный контракт. Леонард, Шелдон и Раджеш пытаются завоевать доверие отборочной комиссии, в то время как Крипке гораздо больше них преуспел на данном поприще. |            |                                                                                       |                 | |                  |             |                     |
| 132 | 21         | «Альтернатива завершению» «The Closure Alternative»                                   | Марк Сендроуски | Сюжет : Чак Лорри, Билл Прэди и Тара Эрнандес Телесценарий : Стивен Моларо, Джим Рейнольдс и Стив Холланд         | 25 апреля 2013   | 3X7621      | 15.05               |
| Шелдон растерян после преждевременного закрытия одного из его любимых сериалов и Эми пытается помочь ему преодолеть его маниакальную зависимость. Тем временем, Радж узнает тайну своей любовной пассии Люси. |            |                                                                                       |                 | |                  |             |                     |
| 133 | 22         | «Возрождение Протона» «The Proton Resurgence»                                         | Марк Сендроуски | Сюжет : Чак Лорри, Джим Рейнольдс и Стив Холланд Телесценарий : Стивен Моларо, Эрик Каплан и Мария Феррари        | 2 мая 2013       | 3X7622      | 16.29               |
| Шелдон и Леонард нанимают для выступления Профессора Протона, ведущего любимой ими в детстве телепередачи. Также, Говард и Бернадетт попадают в неприятности во время присмотра за собачкой Раджа. |            |                                                                                       |                 | |                  |             |                     |
| 134 | 23         | «Потенциал любовного заклинания» «The Love Spell Potential»                           | Anthony Rich    | Сюжет : Чак Лорри, Джим Рейнольдс и Мария Феррари Телесценарий : Стивен Моларо, Эрик Каплан и Стив Холланд        | 9 мая 2013       | 3X7623      | 16.30               |
| Когда накрывается поездка девушек в Вегас, ребята приглашают их поиграть в Dungeons & Dragons, что приводит отношения Шелдона и Эми к непредсказуемому повороту. Тем временем, Кутрапали и Люси идут на очень неловкое свидание. |            |                                                                                       |                 | |                  |             |                     |
| 135 | 24         | «Реакция на отъезд» «The Bon Voyage Reaction»                                         | Марк Сендроуски | Сюжет : Стивен Моларо, Стив Холланд и Тара Эрнандес Телесценарий : Чак Лорри, Джим Рейнольдс и Мария Феррари      | 16 мая 2013      | 3X7624      | 15.48               |
| Леонард получает предложение поработать за границей вместе с командой Стивена Хокинга, что очень удивляет Пенни и Шелдона. Радж очень сильно давит на Люси, и та его бросает. |            |                                                                                       |                 | |                  |             |                     |